# اسلاویانوو
اسلاویانوو (به لاتین: Slavyanovo) یک منطقهٔ مسکونی در بلغارستان است که در شهرستان پوپووو واقع شده‌است. اسلاویانوو ۲۶٫۸۶۲ کیلومتر مربع مساحت و ۸۹۴ نفر جمعیت دارد و ۳۳۰ متر بالاتر از سطح دریا واقع شده‌است.